# Jacques-Nicolas Lemmens
Jacques-Nicolas Lemmens (Zoerle-Parwijs (comuna de Westerlo), 3 de gener, 1823 - Zemst (Brabant Flamenc), 30 de gener, 1881), va ser un organista i compositor belga.

## Biografia
Lemmens va rebre les seves primeres lliçons d'orgue del seu pare, un organista del poble, i de l'organista de Diest, van den Broeck. Des de 1839 va assistir al conservatori de Brussel·les, on va ser professor el seu primer director, François-Joseph Fétis. Fétis també va enviar Lemmens a Breslau perquè es pogués familiaritzar amb la tradició de l'orgue de Bach amb Adolf Friedrich Hesse.
Després de guanyar diversos premis de composició, orgue i piano (incloent el segon premi al prestigiós Prix de Rome Belge el 1847 per la seva composició Le roi Lear'), Lemmens va ser professor d'orgue al Conservatori de Brussel·les de 1849 a 1869.
El 1852 Lemmens va fer una gira de concerts a París, on va sorprendre el públic amb les seves conferències d'orgue a les esglésies de Saint-Vincent-de-Paul, La Madeleine i Saint-Eustache.
Com a resultat, molts aspirants a organistes van viatjar, recolzats per Aristide Cavaillé-Coll, que era un gran admirador de Lemmens, a Brussel·les per rebre formació. Entre els estudiants de Lemmens hi havia Joseph Callaerts, Joseph Tilborghs, Clément Loret, Alphonse Mailly; i més tard també Alexandre Guilmant i Charles-Marie Widor com a estudiants particulars.

Aquest últim va informar més tard de la classe de Lemmens:
| « | "Ningú que haguí escoltat a Lemmens pot oblidar la claredat, la potència, la magnificència del seu toc; va donant pes als detalls més petits, però sense perdre mai de vista la peça en conjunt". | » |

– Charles-Marie Widor
El 1857, Lemmens es va casar amb la soprano anglesa Helen Sherrington (1834–1906) i, després de les gires de concerts molt reeixides al continent en anys anteriors, va traslladar cada cop més la seva esfera d'influència a Gran Bretanya. El 1869 va renunciar a la seva càtedra al Conservatori de Brussel·les per motius econòmics i es va traslladar a Londres. A petició de l'episcopat belga, va tornar a Bèlgica l'any 1878, on va fundar una escola de música eclesiàstica a Malines, l'Institut Lemmens, que més tard va rebre el seu nom.
Abans havia fet campanya per la restauració de la música eclesiàstica. El 1862 va publicar la seva École d'Orgue basée sur le Plain-Chant Romain, una escola d'orgue que va posar especial èmfasi en l'adaptació del cant gregorià. També va ser un dels membres més destacats de l'associació per a la restauració del cant gregorià fundada per l'important investigador del cant de Trèveris Michael Hermesdorff, a la qual també pertanyia Joseph Pothier de l'abadia francesa de Saint-Pierre de Solesmes.
La branca musical de l'Escola d'Arts belga LUCA, l'antiga "Hogeschool voor Wetenschap & Kunst" (WENK o W&K), porta el seu nom "Lemmeninstituut" i es troba a Lovaina.

## Obra
Composicions d'orgues

- Deu improvisacions a l'estil sever i cantant (1848)
- Escola d'orgue, basada en el cant romà (Orgelschule, 1862), inkl.:

- Prélude zu 5 Stimmen (Grave) Es-Dur
- Prière (Moderato cantabile) E-Dur
- Fanfare (Allegro non troppo) D-Dur
- Cantabile (Allegretto) h-Moll
- Finale (Allegro) D-Dur

- Tres Sonates (1874):

- Sonate Nr. 1 "Pontificale" d-Moll

1. Allegro moderato
2. Adagio
3. Marche Pontificale (Maestoso)
4. Fuga (Fanfare)
- Sonate Nr. 2 "O Filii" e-Moll

1. Prélude (Allegro non troppo)
2. Cantabile (Andante)
3. Fuga (Allegro con fuoco)
- Sonate Nr. 3 "Pascale" a-Moll

1. Allegro
2. Adoration (Andante sostenuto)
3. Finale "Alleluia" (Maestoso recitando - Allegro)
Composicions harmòniques

- Peces per a Orgue-Melodium

Obres corals

- Messe in B-Dur per Tenor, Baix i orgue
- Messe in F per a cor mixt (SABar) i orgue
- Große Messe per al cor d'homes TBB
- Ave verum per al cor d'homes i orgue
- Tantum ergo per al cor d'homes i orgue
- Ave Maria per al cor d'homes i orgue
- O Sanctissima per al cor d'homes